# Geschichte der Geschichtswissenschaft
Die Geschichte der Geschichtswissenschaft ist ein Teil der Wissenschaftsgeschichte. Eine Geschichtsschreibung gibt es bereits seit der Antike (siehe Geschichte der Geschichtsschreibung), eine systematische Geschichtswissenschaft allerdings wird erst mit dem 19. Jahrhundert angesetzt.

## Einführung

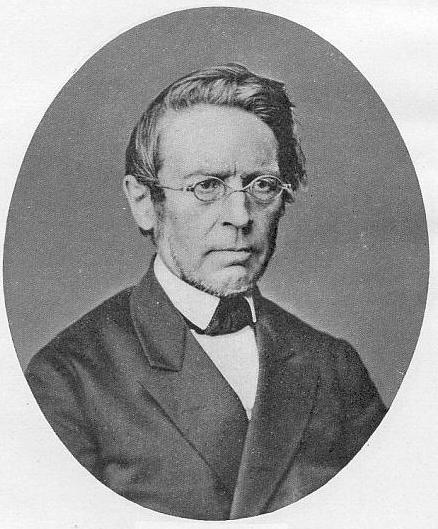
Johann Gustav Droysen

Es gibt eine lange und vielfältige Tradition von Geschichtsschreibung in verschiedenen Kulturkreisen. Diese Werke waren aber meistens praktischer Natur (z. B. kommentierte Herrscherlisten, astronomische Kalender) oder wurden als eine Gattung der Literatur verfasst und rezipiert. Im Verlauf der Geschichte der Geschichtsschreibung entwickelten einzelne Autoren Ansätze zu einer wissenschaftlichen, methodischen Durchdringung des behandelten Stoffs, auf die spätere Historiker auch zurückgriffen. Eine systematische, allgemein anerkannte wissenschaftliche Methodik entstand aber erst Anfang des 19. Jahrhunderts. Diese Entwicklung verlief nicht gleichförmig, so wurde das Fundament der Quellenkritik für die Altertumswissenschaft bereits in der Renaissance gelegt. Im 19. Jahrhundert entwickelten Wilhelm Wachsmuth und Johann Gustav Droysen die ersten grundlegenden methodischen Anleitungen für ein Geschichtsstudium, die sogenannte Historik. Auch der Institutionalisierungsprozess der Geschichte als akademisches Fach ist im 19. Jahrhundert zu verorten. Anfangs noch Teildisziplin anderer Wissenschaften wie der Rechtswissenschaft, etablierte sich die „Geschichte“ als eigenständige Disziplin.

## 19. Jahrhundert

### Hauptcharakteristik der Geschichtsschreibung

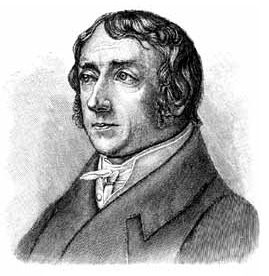
Barthold Georg Niebuhr

Die Geschichte als wissenschaftliche Disziplin beginnt sich mit den preußischen Reformen im Jahre 1810 unter Wilhelm von Humboldt zu etablieren für die Einführung solcher wissenschaftlich-systematischer Kategorien. Das wissenschaftliche Konzept nennt man auch Historismus. Barthold Georg Niebuhr setzt in seiner Römischen Geschichte von 1812 erstmals dieses wissenschaftliche Konzept um. Unverkennbar steht das im Zusammenhang mit der Reorganisation des preußischen Staatswesens mit einer antinapoleonischen Zielstellung. Leopold von Ranke entwickelt etwas später eine quellenkritische Methode zur Geschichtsschreibung, die die erzählende Methode aus dem Zeitalter der Aufklärung mit der neuen quellenkritischen Methode, die die Geschichte auf die Grundlage der überlieferten Quellen stellt, verbindet. Letztere hat allerdings das Primat.

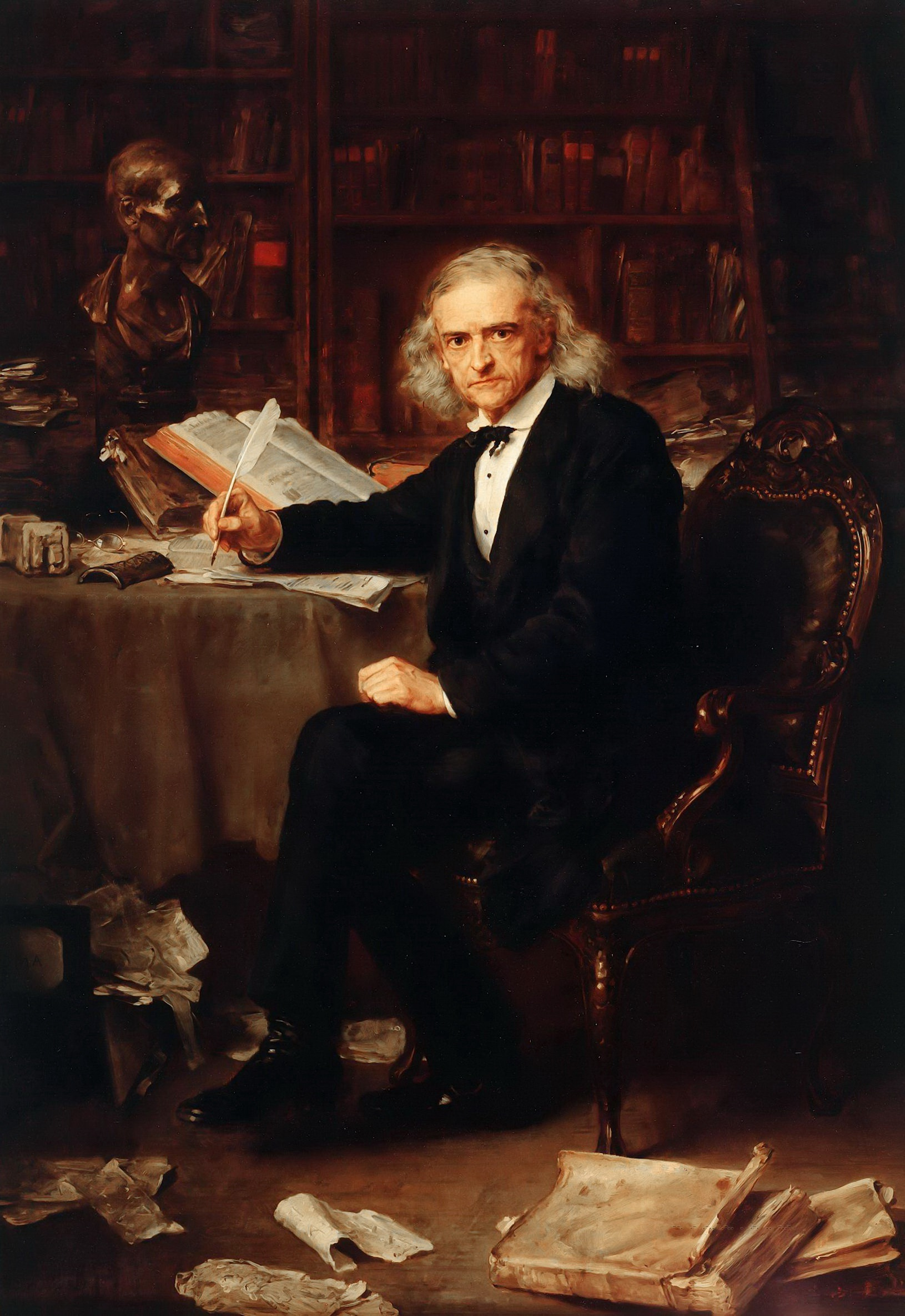
Theodor Mommsen

Die Geschichtswissenschaft hat selbst keine literarische Aufgabe, aber auch eine gute Wissenschaftsprosa kann in weiten Kreisen Anerkennung finden. Im Jahre 1902 erhielt Theodor Mommsen für seine Römische Geschichte sogar den Nobelpreis für Literatur.
Im Wesentlichen war die Geschichtsschreibung lange Zeit primär Personen- und Staatengeschichte. „Männer machen die Geschichte“, wie einst Heinrich von Treitschke sagte. Die Kulturgeschichte oder auch Sozial- und Wirtschaftsgeschichte wird in der zünftigen deutschen Geschichtswissenschaft als sekundär aufgefasst, abgesehen von Johannes Janssen, der die sozialen Folgen der Reformation betont. Jedoch kommen hier konfessionelle Besonderheiten zum Tragen.
Es kommt Ende des 19. Jahrhunderts auch zu einem Methodenstreit mit Karl Lamprecht, für den Personen und Staaten sekundär sind, während die kultur- und sozialgeschichtlichen Prozesse das Primäre sind. Wie sehr Lamprechts Auffassungen an den Grundlagen bisheriger Geschichtsdarstellung rütteln, zeigt sich an den Reaktionen seiner Gegner, die ihn des Positivismus und Materialismus bezichtigen. Das kommt auch daher, als ein Band seiner Deutschen Geschichte von dem sozialdemokratischen Historiker Franz Mehring positiv rezensiert wird.

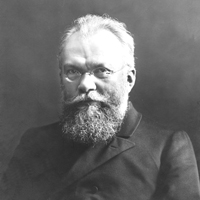
Karl Lamprecht

Zu den entschiedensten Gegnern Lamprechts zählen Georg von Below, Felix Rachfahl, Heinrich Rickert und Max Lenz. Die Auseinandersetzungen trugen dabei nicht selten das Gepräge offener Feindseligkeit, bei denen die eigentliche Diskussion zurücktrat. Einzelne Debatten wie zwischen Dietrich Schäfer und Eberhard Gothein, die sich vorher abspielten, erlangten nicht diese grundsätzliche Schärfe. Im Grunde stellte die Naturwissenschaft, die eine generische Methode hat, die deskriptive Methode, wie sie in der Geschichtswissenschaft angewandt wird, infrage. Luise Schorn-Schütte spricht in diesem Zusammenhang von der „Krise der Geschichtswissenschaft“.
Das bedeutet allerdings nicht, dass in Deutschland keine Wirtschafts- und Sozialgeschichte betrieben worden sei. Es gab seit ca. 1850 die Historische Schule der Nationalökonomie mit Gelehrten wie Gustav von Schmoller. Sie beschäftigte sich auch ausdrücklich mit sozialen Fragen und bemühte sich um praxisnahe Wissenschaft für die Lösung der Probleme der Zeit.
Die bisherige Methode der Geschichtsschreibung trug den neuen sozialen Anforderungen der Industrialisierung nicht entsprechend Rechnung. Lamprecht suchte nach entsprechenden methodischen Alternativen. Er wollte, unter dem Einfluss des Psychologen Wilhelm Wundt und dessen Völkerpsychologie, die Kulturzeitalter von der psychischen Beschaffenheit des Volkes abhängig machen. Daraus entwickelte er seine Theorie der Psychogenese. Auch wenn allgemein der Zustand der Volksseele berücksichtigt wird, so verwirft man in der Regel Lamprechts Ansatz für die Universalgeschichtsschreibung.

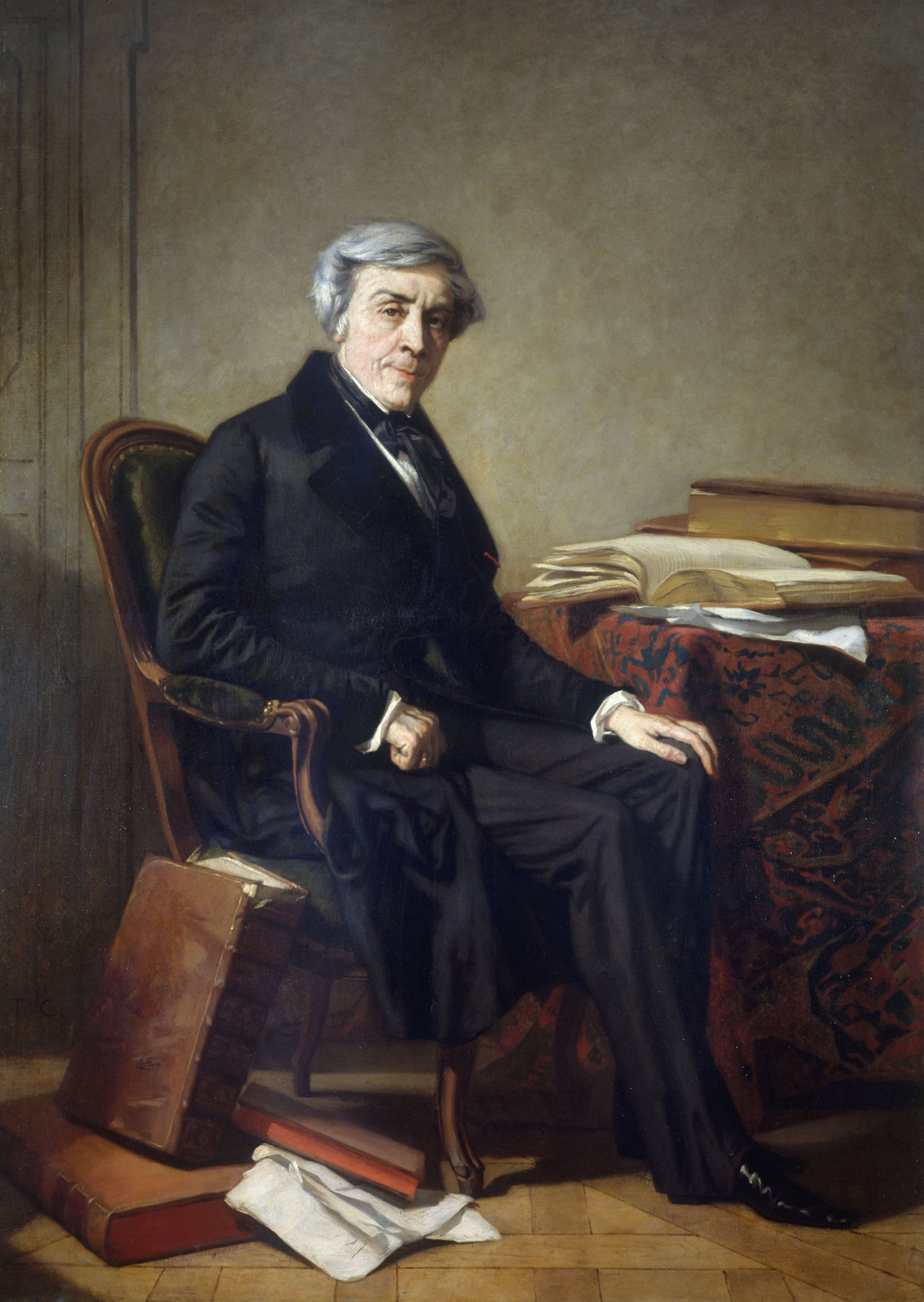
Jules Michelet

In den anderen Staaten Westeuropas und in den Vereinigten Staaten von Amerika kann man einen analogen Prozess beobachten. Auch hier wurde zunächst Staatengeschichte geschrieben. Für Frankreich sind beispielsweise die Namen Alexis de Tocqueville, Adolphe Thiers und Jules Michelet zu nennen, für England Thomas Babbington Macaulay. Allerdings im Unterschied zur deutschen Geschichtswissenschaft wurde der methodologische Ansatz von Karl Lamprecht positiver aufgenommen, weil seine Geschichtsauffassung die Entwicklung der sozialen Verhältnisse stärker berücksichtigt, als es sonst in der deutschen Geschichtswissenschaft der Fall ist. Im Westen suchte man auf solche Fragen verstärkt Antworten. Nicht zufällig studierten besonders viele ausländische Studenten in Leipzig bei Lamprecht. Sehr viel stärker wirkte in der westlichen Geschichtsschreibung die philosophische Auffassung des Positivismus (Auguste Comte, Henry Thomas Buckle), welche in der deutschen Geschichtsschreibung weitgehend abgelehnt wurde, Karl Lamprecht ausgenommen.

### Institutionen

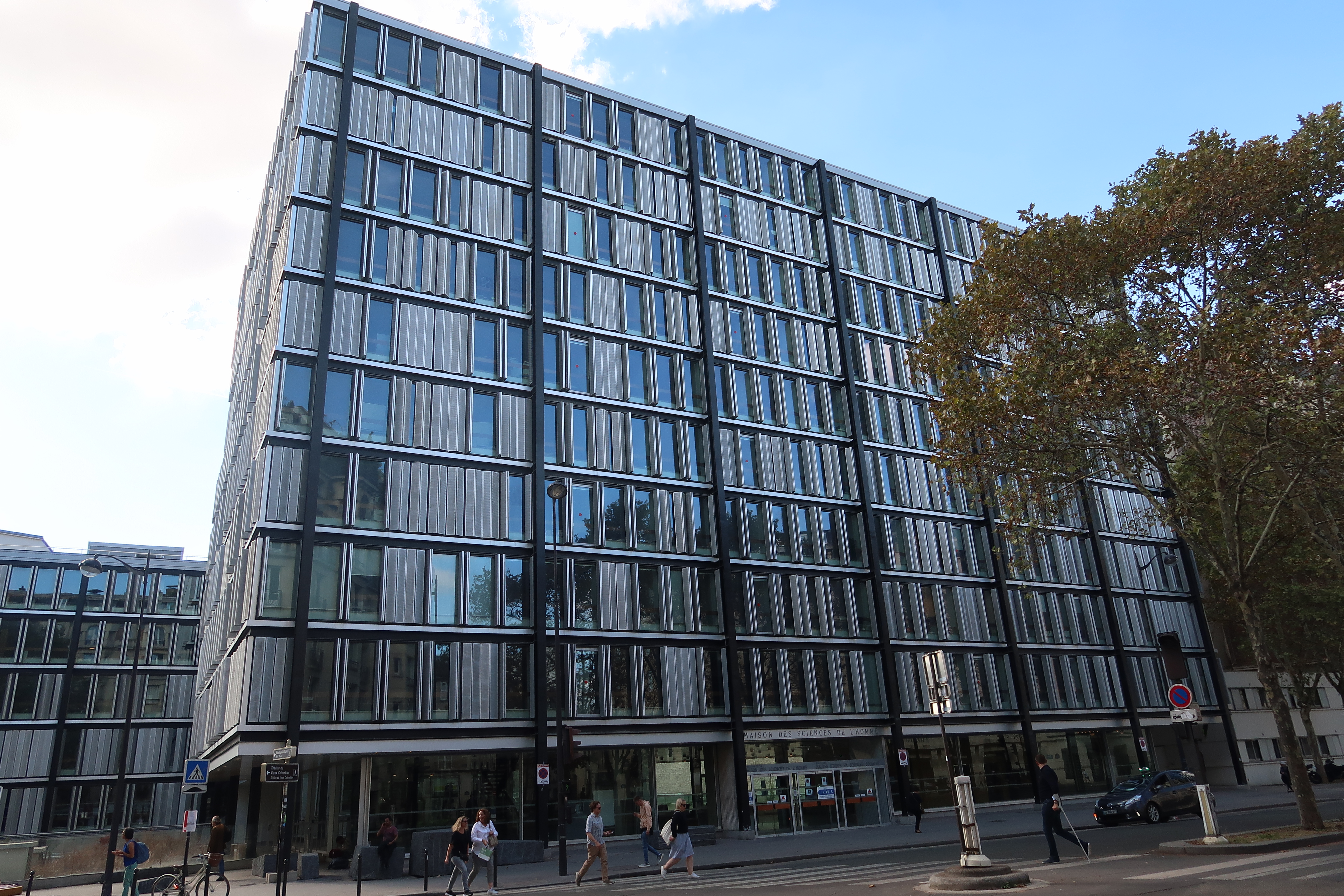
Die Elite-Hochschule École des hautes études en sciences sociales (EHESS) in Paris zählt als wichtigste zeitgenössische Vertreterin der Annales-Schule

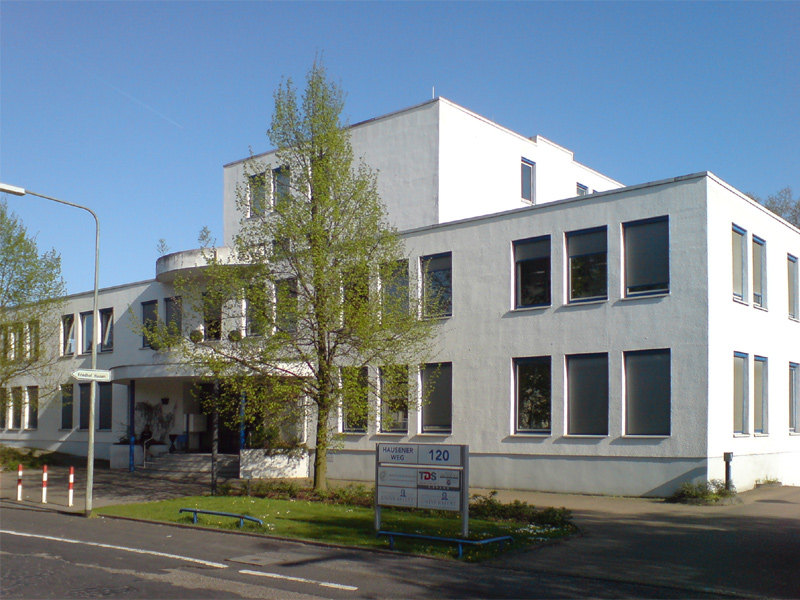
Ehemaliges Gebäude des Max-Planck-Instituts für europäische Rechtsgeschichte, Frankfurt am Main

Insgesamt vollzieht sich ein Wandel auch an den Universitäten, wo bislang die Geschichte im Rahmen der Philosophie und der Rechtswissenschaft gelehrt wird, hin zur Herausbildung einer eigenständigen wissenschaftlichen Disziplin. Das betrifft zum einen die Herausbildung von institutionellen Strukturen wie auch den Professionalisierungsprozess an sich, der sich in der Ausprägung der Ausbildung von Fachhistorikern und Lehrern äußert. In Deutschland vollzieht sich dieser Prozess einer Institutionalisierung bereits zur ersten Hälfte des 19. Jahrhunderts, in den USA und Frankreich bereits Mitte der zweiten Hälfte des 19. Jahrhunderts. In Großbritannien dagegen kommt es erst kurz vor Beginn des 20. Jahrhunderts dazu.
Neben dem Ausbau der universitären Lehrstühle wurden weitere Institutionen gegründet, beispielsweise die Monumenta Germaniae Historica (1819) oder die Kommission für Geschichte des Parlamentarismus und der politischen Parteien (1951).

## 20. Jahrhundert
Im beginnenden zwanzigsten Jahrhundert kommt es zu einer verstärkten Hinwendung zur Kultur-, Wirtschafts- und Sozialgeschichte, ohne allerdings die politische Geschichte zu vernachlässigen. Das geschieht unter maßgebendem Einfluss von Karl Lamprecht und dem Begründer der Soziologie Max Weber. Sozialgeschichte befasste sich anfänglich vor allem mit den Strukturen der Gesellschaft. Von dieser ausgehend kommt es zur Herausbildung einer historischen Sozialwissenschaft. Das bedeutet eine verstärkte Verbindung von Geschichtswissenschaft und Soziologie. Die Letztere Grundlagendisziplin erfährt hierbei eine deutliche Aufwertung.
Zu den bedeutendsten deutschen Vertretern der Sozialgeschichte nach 1945 gehören Werner Conze, Jürgen Kocka, Wolfgang Köllmann, Reinhart Koselleck, Thomas Nipperdey und Hans-Ulrich Wehler. Weiterhin muss hier die Annales-Schule der französischen Geschichtswissenschaft genannt werden, welche eine Strömung darstellt, die versucht, Methoden benachbarter Disziplinen wie der Soziologie oder Geographie in die Geschichtsbetrachtung zu integrieren. Ihre wichtigsten Vertreter sind Lucien Febvre, Marc Bloch, Fernand Braudel, Philippe Ariès und Jacques Le Goff, welche jeweils alle eng mit der späteren École des hautes études en sciences sociales (EHESS) in Paris verbunden waren. In der marxistischen Literatur, etwa bei Jürgen Kuczynski, wird der sozial- und wirtschaftsgeschichtliche Aspekt ohnehin besonders betont, weil die Frage nach den Produktionsverhältnissen von außerordentlicher Bedeutung ist. Später, in den 1980er Jahren kommt es zu einer deutlichen Akzentverschiebung hin zur Alltagsgeschichte.
Seitens der amerikanischen Sozialgeschichtsforschung ging man seit den beginnenden 1980er Jahren dazu über, zu Einzelaspekten der jüngeren Alltagsgeschichte mündliche Quellen damit zu „erschaffen“, dass man Zeitzeugen ohne Beeinflussung reden lässt und die Bandaufnahmen transkribiert (Oral History).
Ebenfalls in den 1980er Jahren kam es zum sogenannten paradigm breakdown (deutsch Paradigmenwechsel) bzw. zum linguistic turn in den Sozialwissenschaften. Unter dem Einfluss des Postmodernismus bzw. des Poststrukturalismus kam es zu einer Abkehr von dem Anspruch, historische Wahrheiten „hinter“ Sprache und Diskurs zu entdecken. Man wandte sich stattdessen dem Diskurs selbst als Ausdruck sozialer Bedeutung zu. Als Wegbereiter dieses Ansatzes können Michel Foucault sowie der Geschichtstheoretiker Hayden White gelten. Infolgedessen traten eine Vielzahl neuer Fragestellungen und Methoden auf, so z. B. die Neue Kulturgeschichte, die Historische Anthropologie und die Mikrogeschichte sowie Frauengeschichte und Geschlechterforschung im Rahmen der Gender Studies. 
Auch die Bereiche der Alten Geschichte, der Mediävistik und die Geschichte der Frühen Neuzeit blieben wichtige Betätigungsfelder der Geschichtswissenschaft, wobei ein breites Interesse der Öffentlichkeit für die Geschichte des Mittelalters festzustellen ist (wenn auch oft durch populäre Vorstellungen verzerrt). Als neues Forschungsgebiet der Mittelalterkunde entstand seit den sechziger Jahren die Personenforschung der „Freiburger Schule“, ausgehend von Gerd Tellenbach vor allem durch Karl Schmid und Joachim Wollasch, die sich in erster Linie mit der bis dahin arg vernachlässigten Quellengattung der Memorialüberlieferung befasst.
Ab den 1990er Jahren spricht man statt von Weltgeschichte immer stärker von Globalgeschichte oder Global History, mit dem Ziel, den nationalstaatlichen Habitus, der der Weltgeschichtsschreibung anhafte, durch eine veränderte Perspektive zu überwinden. Dieses Ziel verfolgt auch die Transnationale Geschichte oder die Histoire croisée  bzw. Entangled history.
Zur Geschichte in der Volkstumsforschung und im Nationalsozialismus:
- Aktion Ritterbusch, Ostforschung

Zu einzelnen Auseinandersetzungen in der Geschichtswissenschaft:
- Fischer-Kontroverse, Historikerstreit, Neue israelische Historiker